# Роський (заказник)
Ро́ський — іхтіологічний заказник місцевого значення в Черкаському районі Черкаської області. 

## Опис
Створено рішенням Черкаської обласної ради від 21.11.1984 р. № 354. Має площу 123 га.
Розташований на землях держзапасу, займає акваторію від гирла р. Рось до с. Межиріч. Єдиний іхтіологічний заказник на р. Рось. Під охороною ділянка для відновлення і розмноження цінних видів риб — судака, ляща, сома, білизни, сазана, плітки та інших, що заходять сюди з Кременчуцького водосховища.
У заказнику забороняється лов риби, добування водних тварин протягом усього року.

## Галерея

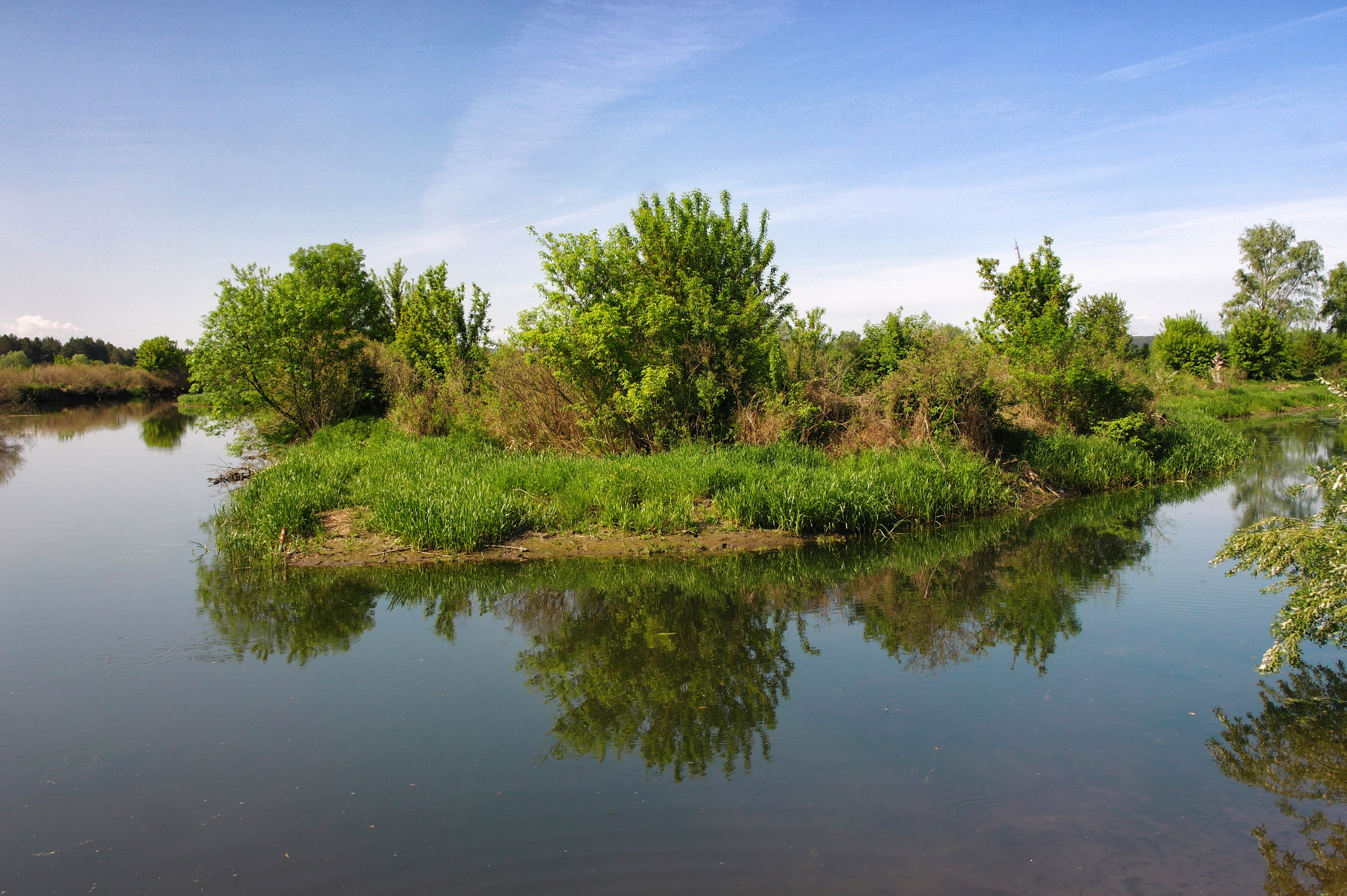
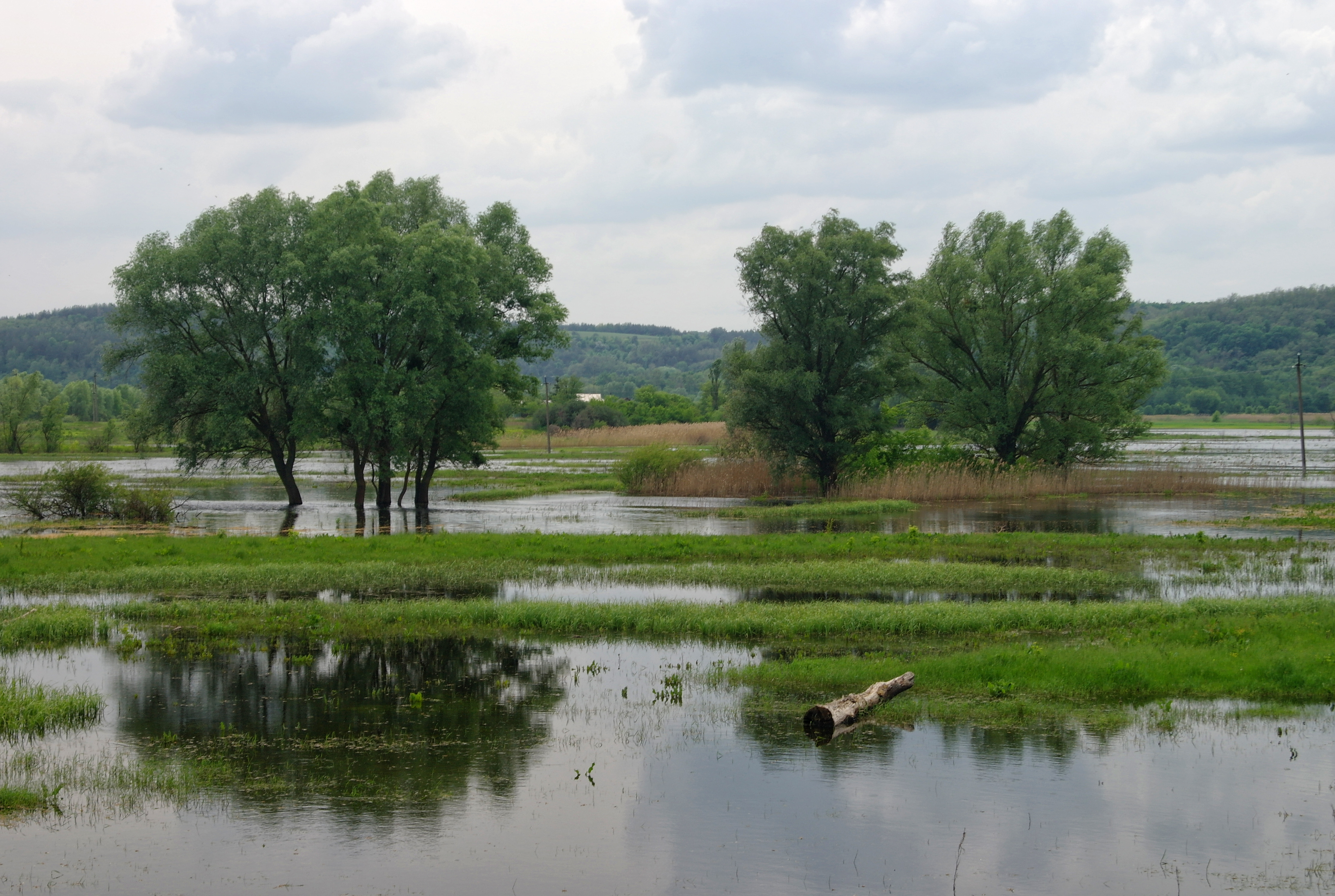
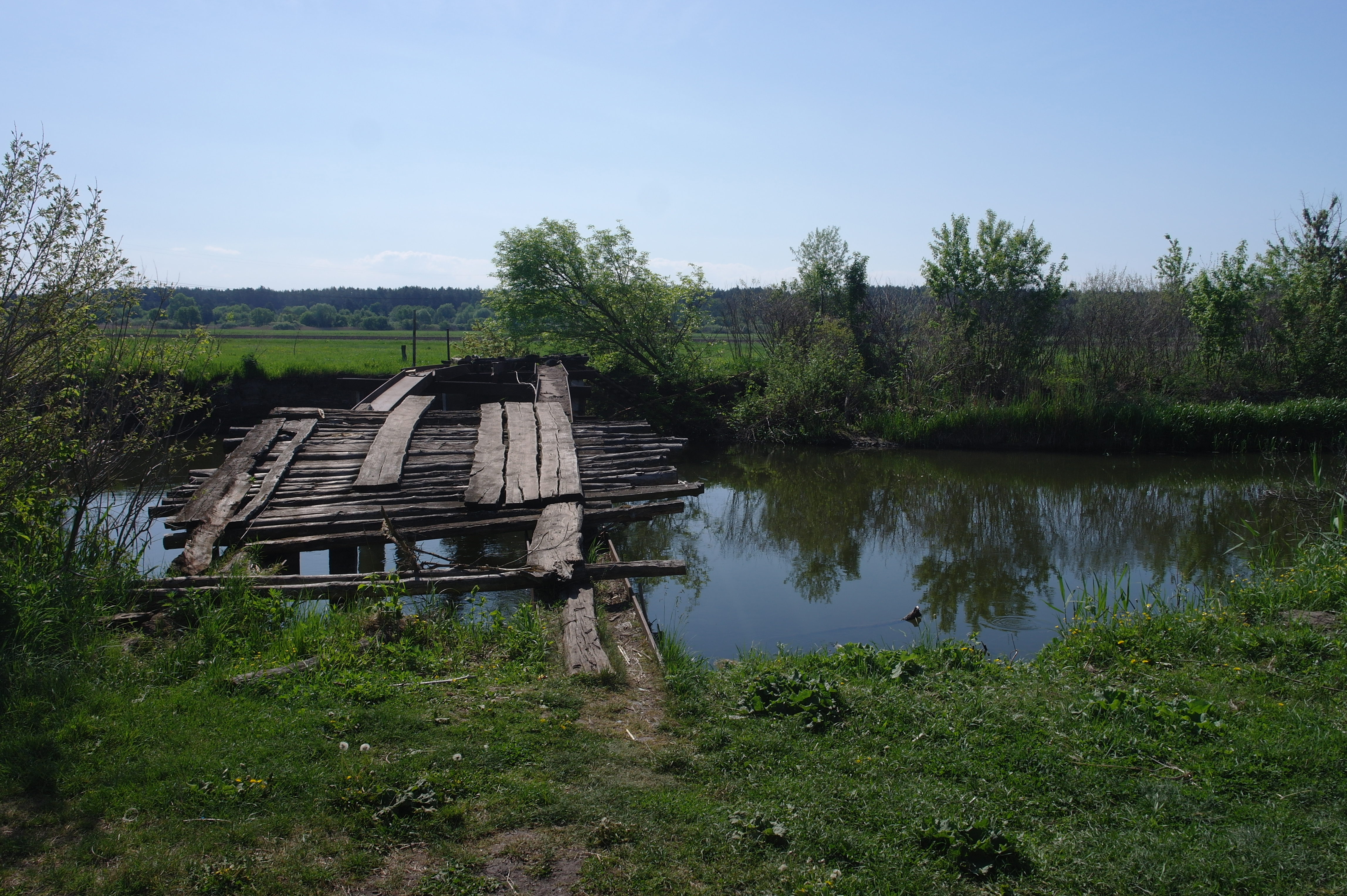